# Avignonet
Avignonet ist eine französische Gemeinde mit 197 Einwohnern (Stand: 1. Januar 2022) im Département Isère in der Region Auvergne-Rhône-Alpes (vor 2016 Rhône-Alpes). Sie gehört zum Arrondissement Grenoble und zum Kanton Matheysine-Trièves. Die Einwohner werden Avignonetins genannt.

## Geographie
Die Gemeinde Avignonet liegt etwa 26 Kilometer südsüdwestlich von Grenoble auf einer Hochebene im Vercors-Gebirge. Der Drac begrenzt die Gemeinde im Osten. Umgeben wird Avignonet von den Nachbargemeinden Saint-Martin-de-la-Cluze im Norden, Monteynard im Nordosten und Osten, La Motte-Saint-Martin im Osten, Marcieu im Südosten sowie Sinard im Süden und Westen.

## Bevölkerungsentwicklung
| Jahr                       | 1962 | 1968 | 1975 | 1982 | 1990 | 1999 | 2006 | 2013 | 2021 |
| -------------------------- | ---- | ---- | ---- | ---- | ---- | ---- | ---- | ---- | ---- |
| Einwohner                  | 95   | 102  | 87   | 132  | 146  | 189  | 226  | 198  | 202  |
| Quellen: Cassini und INSEE |      |      |      |      |      |      |      |      |      |

## Sehenswürdigkeiten
- Kapelle Sainte-Luce

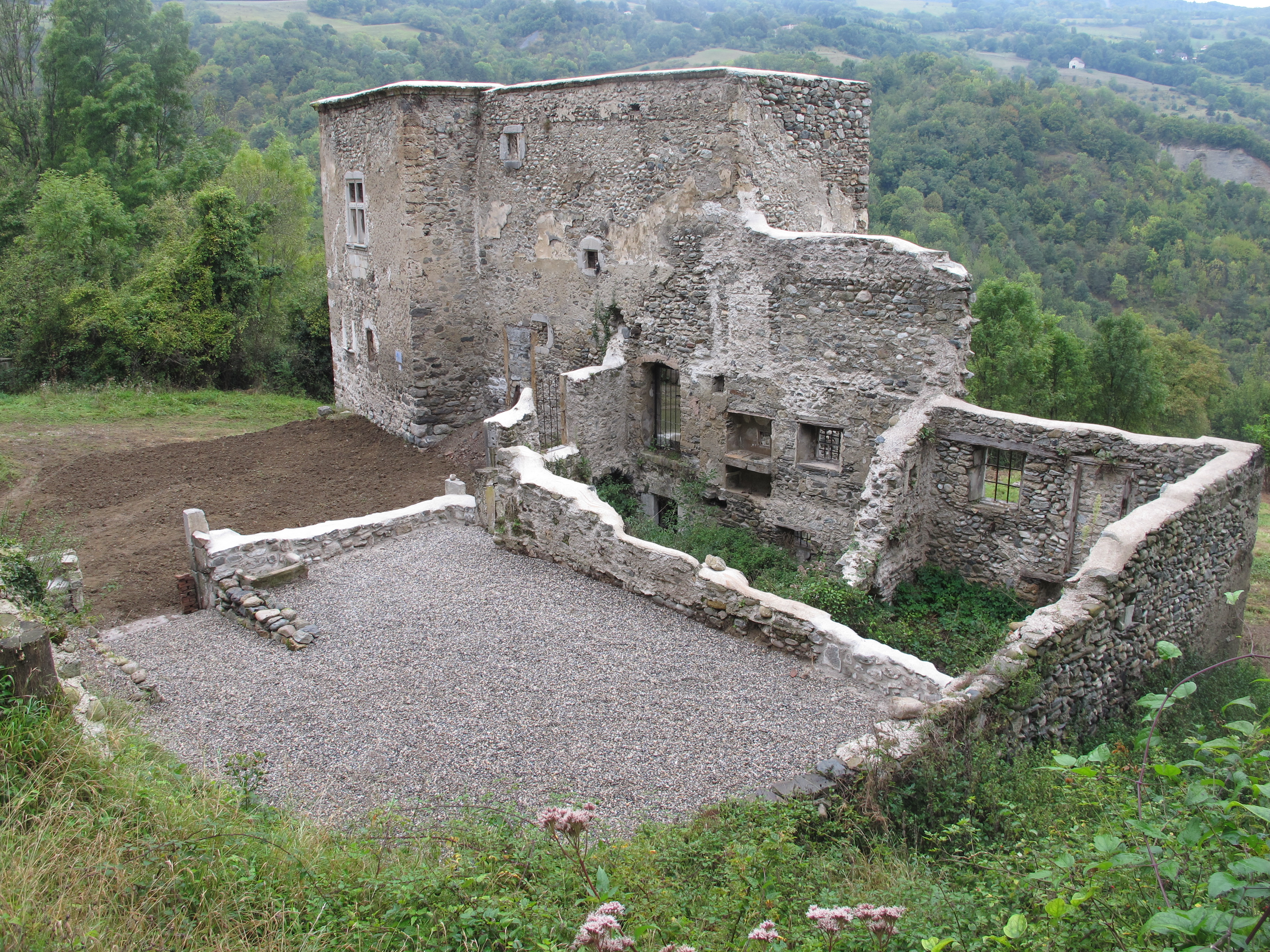
Burgruine Ars
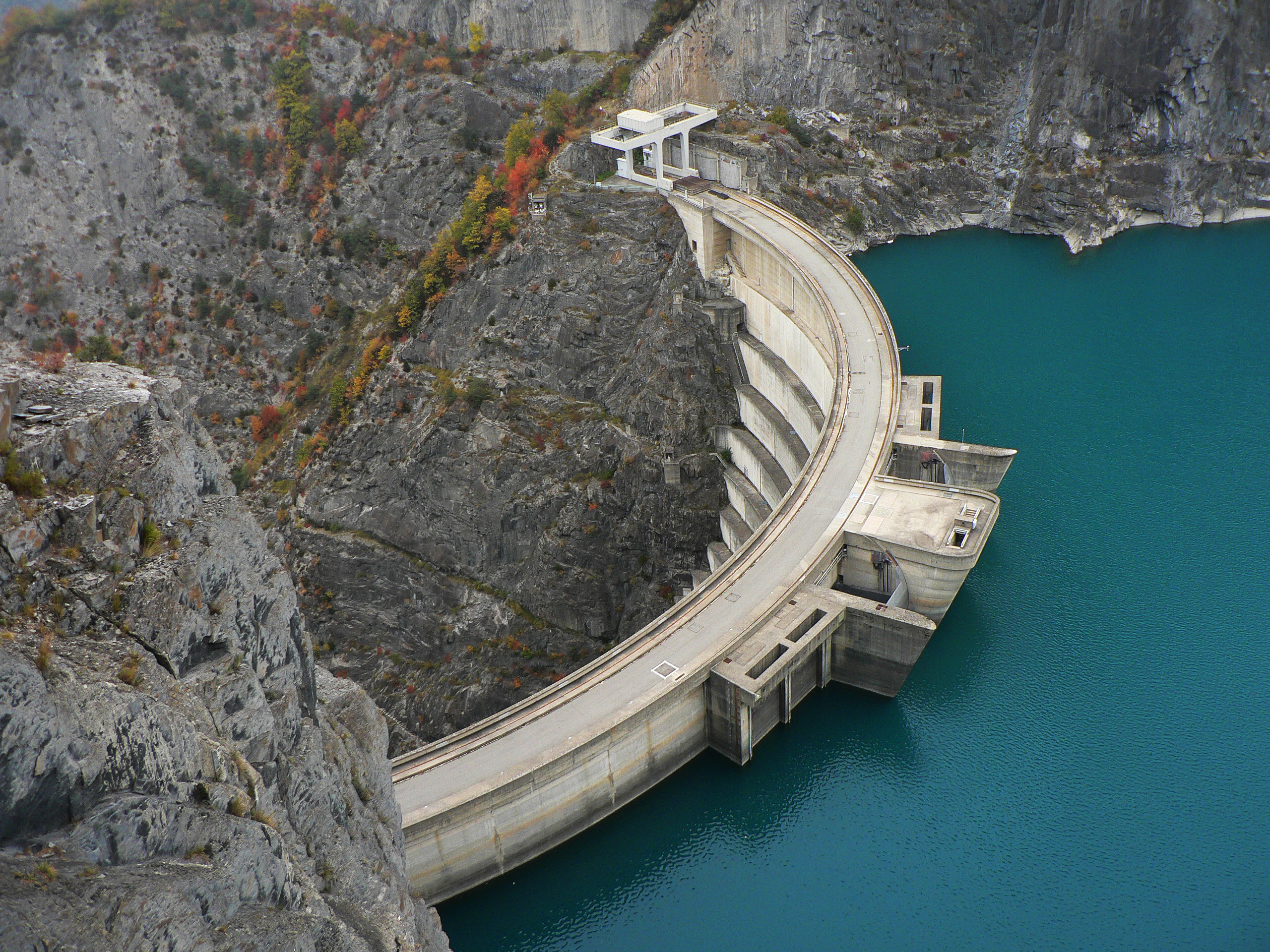
Talsperre Monteynard-Avignonet im Fluss Drac

- Schloss Les Marceaux aus dem 17. Jahrhundert
- Schloss La Cluse
- Schloss Le Gua

- Burgruine Ars
- Talsperre Monteynard-Avignonet im Fluss Drac